# Cochabambia kulzeri
Cochabambia kulzeri là một loài bọ cánh cứng trong họ Tenebrionidae. Loài này được Giorgio Marcuzzi miêu tả khoa học năm 1985.